# لاري ميلر (لاعب كرة قاعدة)
لاري ميلر (بالإنجليزية: Larry Miller)‏ هو لاعب كرة قاعدة أمريكي، ولد في 19 يونيو 1937 في توبيكا في الولايات المتحدة، وتوفي في 21 مارس 2018 في فينيكس في الولايات المتحدة.

## وصلات خارجية
- لاري ميلر على موقع دوري كرة القاعدة الرئيسي (الإنجليزية)
- لاري ميلر على موقعبيزبول رفرنس.كوم (الدوري الرئيسي) (الإنجليزية)
- لاري ميلر على موقعبيزبول رفرنس.كوم (الدوري الثانوي) (الإنجليزية)